# Aaron Addison
Aaron Addison (* 12. November 1995 in Melbourne, Victoria) ist ein australischer Tennisspieler.

## Karriere
Addison war sehr selten auf der ITF Junior Tour und schaffte dort nie den Sprung in die Top 1000 der Junior-Rangliste.
Bei den Profis spielte Addison ab 2014 und am Anfang seiner Karriere vor allem in seinem Heimatland. Bis 2019 schaffte er dort bei keinem Turnier der ITF Future Tour, auf der er hauptsächlich spielte, den Einzug ins Halbfinale des Einzels. Im Doppel zog er in diesem Jahr hingegen nach zwei Finals 2017 in sein drittes Future-Finale ein und gewann seinen zweiten Titel. Von Anfang 2020 bis Anfang 2022 nahm Addison an keinen Turnieren teil. Sein erstes Turnier nach der Pause war in Bendigo auf der ATP Challenger Tour, auf der er dank einer Wildcard im Einzel und Doppel spielen konnte. Eine Woche später bekam er in der Einzel-Qualifikation sowie im Doppel des ATP-Tour-Events in Adelaide eine Wildcard. Im Einzel verlor er sein erstes Match, während er im Doppel an der Seite von Thomas Fancutt einen beachtlichen Sieg verbuchen konnte. Nach dem Auftaktsieg gegen ein weiteres Wildcard-Team besiegte die Paarung das zweitbeste Team der Doppel-Tennisweltrangliste Rajeev Ram und Joe Salisbury. Im Viertelfinale unterlagen sie schließlich. Dadurch stieg er im Doppel bis auf Platz 607 der Welt. Im Einzel verbesserte er sich mit seinem ersten Future-Halbfinale ebenfalls und kam bis auf Rang 823 der Welt.